# Avinguda Diagonal

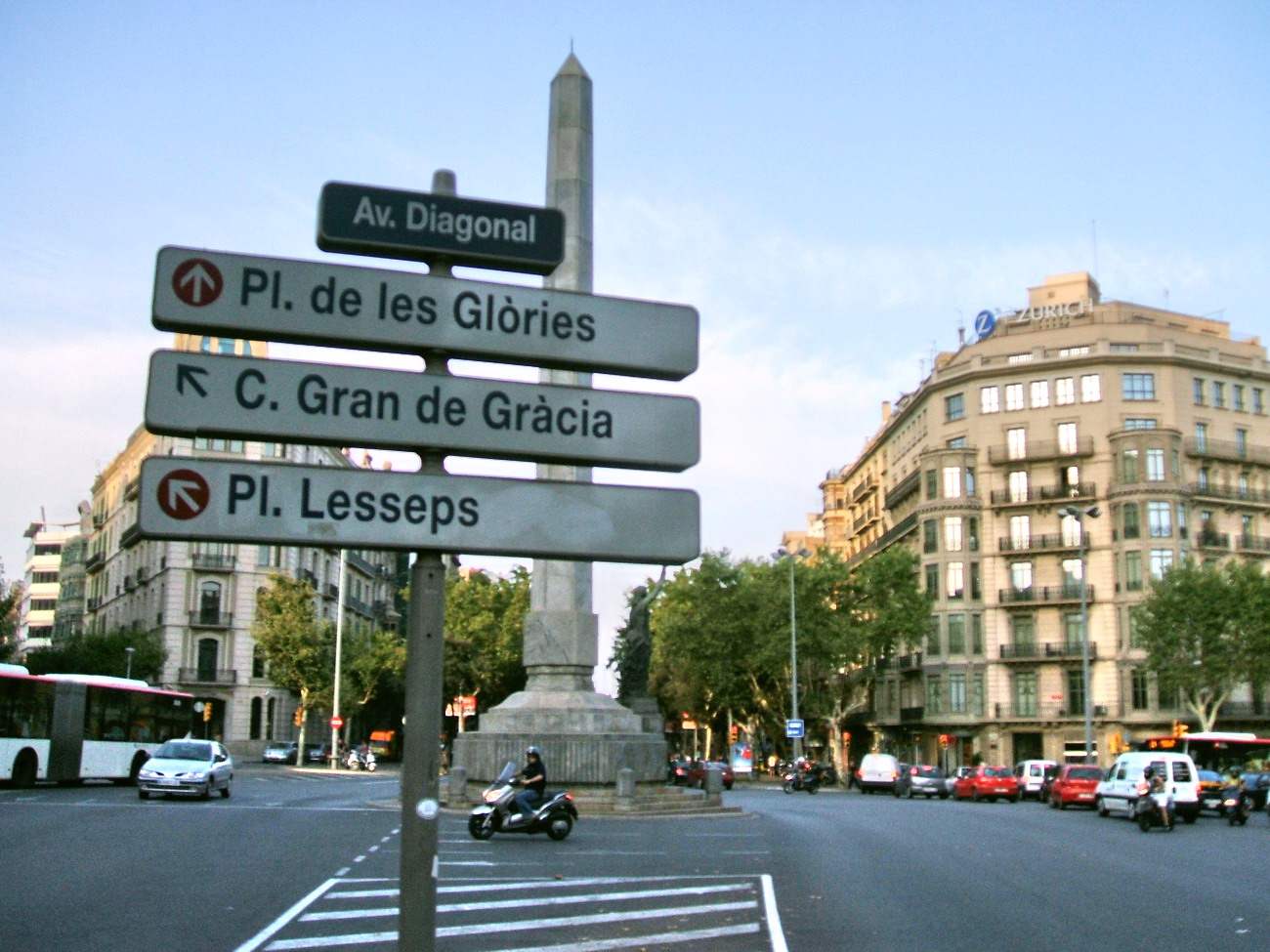
Kruising van de Avinguda Diagonal met de Passeig de Gràcia

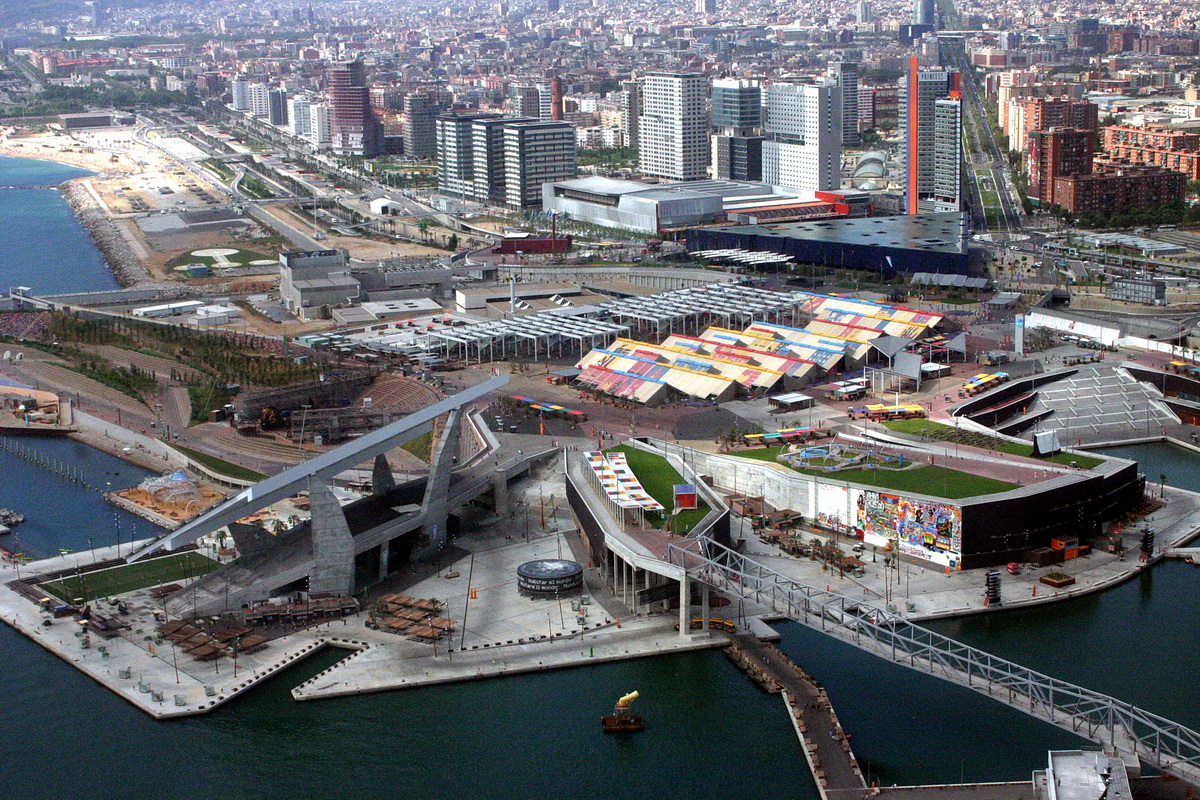
Begin van de Avinguda Diagonal (rechtsboven in foto) aan Parc del Forum in de wijk Sant Martí

De Avinguda Diagonal is een van de belangrijkste lanen van Barcelona. Hij snijdt de stad in tweeën, diagonaal van west naar oost, vandaar de naam.
De laan is oorspronkelijk gepland door planoloog Ildefons Cerdà als een van de breedste lanen van de stad die, samen met de Avinguda Meridiana, de rationalistische rasterstructuur, ontworpen voor de wijk Eixample, zou doorsnijden. Beide lanen komen samen bij het Plaça de les Glòries Catalanes, dat door Cerdà als nieuw stadscentrum werd ontworpen. Echter, het Plaça Catalunya verkrijgt een hogere status in de stad en wordt uiteindelijk het centrum.
De laan begint in het district Sant Martí, bij de Ronda del Litoral, bij Sant Adrià de Besòs, en doorkruist dan de stad om uiteindelijk uit te komen bij de snelweg Lleida-Madrid en de Ronda de Dalt, bij Esplugues de Llobregat, in Les Corts.
Hij is overal 50 meter breed en heeft een lengte van ongeveer 11 km.

## Geschiedenis

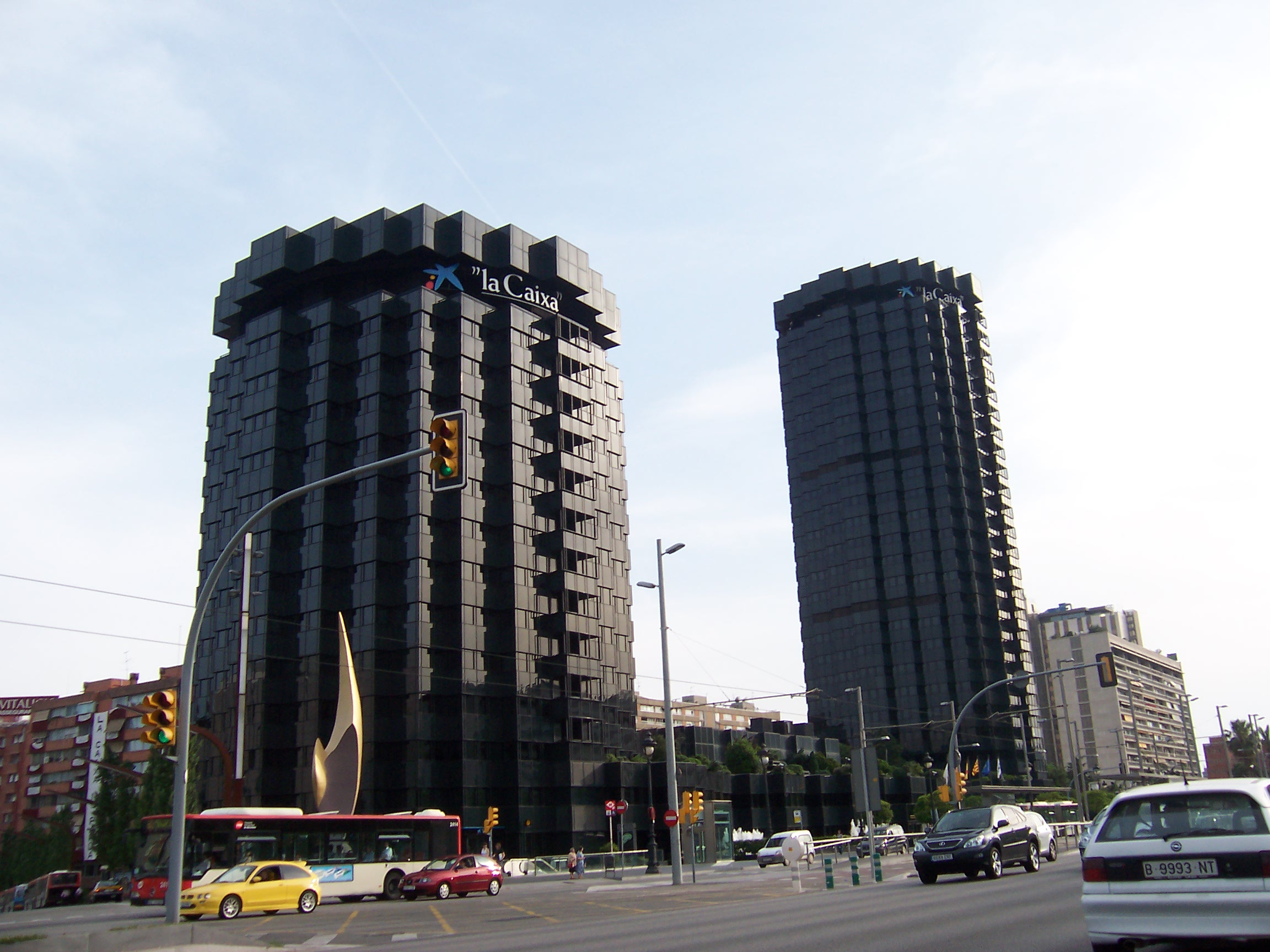
La Caixa, hoofdkwartier aan de Avinguda Diagonal

Het door Ildefons Cerdà zo genoemde Pla Cerdà was totaal niet succesvol in het veranderen van de verstedelijking van Barcelona, alleen bepaalde delen ervan zijn uiteindelijk goedgekeurd. De constructie van de Avinguda Diagonal is een van die projecten die werkelijkheid werd nadat een Koninklijk Besluit van koningin Isabella II van Spanje en het Spaanse Parlement in Madrid hem toestemming gaven voor de bouw van de laan in 1859. Een eerder verzoek van het stadsbestuur van Barcelona om het alternatieve ontwerp van Antoni Rovira i Trias goed te keuren was verworpen.
Na het gereedkomen van het centrale gedeelte, vanaf het huidige Plaça de Francesc Macià richting Glòries, werd het snel een van de populairste lanen van Barcelona en een ideale plek voor Catalaanse aristocraten en bourgeoisie om hun vervoermiddelen te showen. Francesc Cambó, leider van de Lliga Regionalista stelde voor om een nieuw paleis te bouwen voor de toenmalige koning Alfons XIII van Spanje in 1919 (het koninklijk paleis in Ciutat Vella is door brand verwoest in 1875).

### Namen
De verschillende regimes die aan de macht waren in Catalonië en Spanje gedurende de 20e eeuw veranderden de straatnamen in de stad bijna allemaal naar eigen inzicht en Avinguda Diagonal was daar zeker geen uitzondering op.
Hij heeft de volgende namen gehad :
- Gran Vía Diagonal – originele naam van Ildefons Cerdà en Víctor Balaguer
- Avinguda d'Argüelles – 1891. Vernoemd naar Agustín Argüelles.
- Avinguda de la Nacionalitat Catalana – 1922. Mancomunitat de Catalunya.
- Avenida de Alfonso XIII – 1924. Gedurende het dictatorschap van Miguel Primo de Rivera, genoemd naar koning Alfons XIII van Spanje.
- Avinguda del Catorze d'Abril – 1931. Tweede Spaanse Republiek.
- Gran Vía Diagonal – 1939, tijdelijke naam na de verovering van Barcelona door de fascisten om elke verwijzing naar de republiek te elimineren.
- Avenida del Generalísimo Francisco Franco – 1939. Tijdens het autoritaire regime van Francisco Franco. In de volksmond werd nog vaak Diagonal gezegd.
- Avinguda Diagonal – De huidige naam, gegeven na de Spaanse overgang naar democratie in 1979.

## Gebouwen en bezienswaardigheden

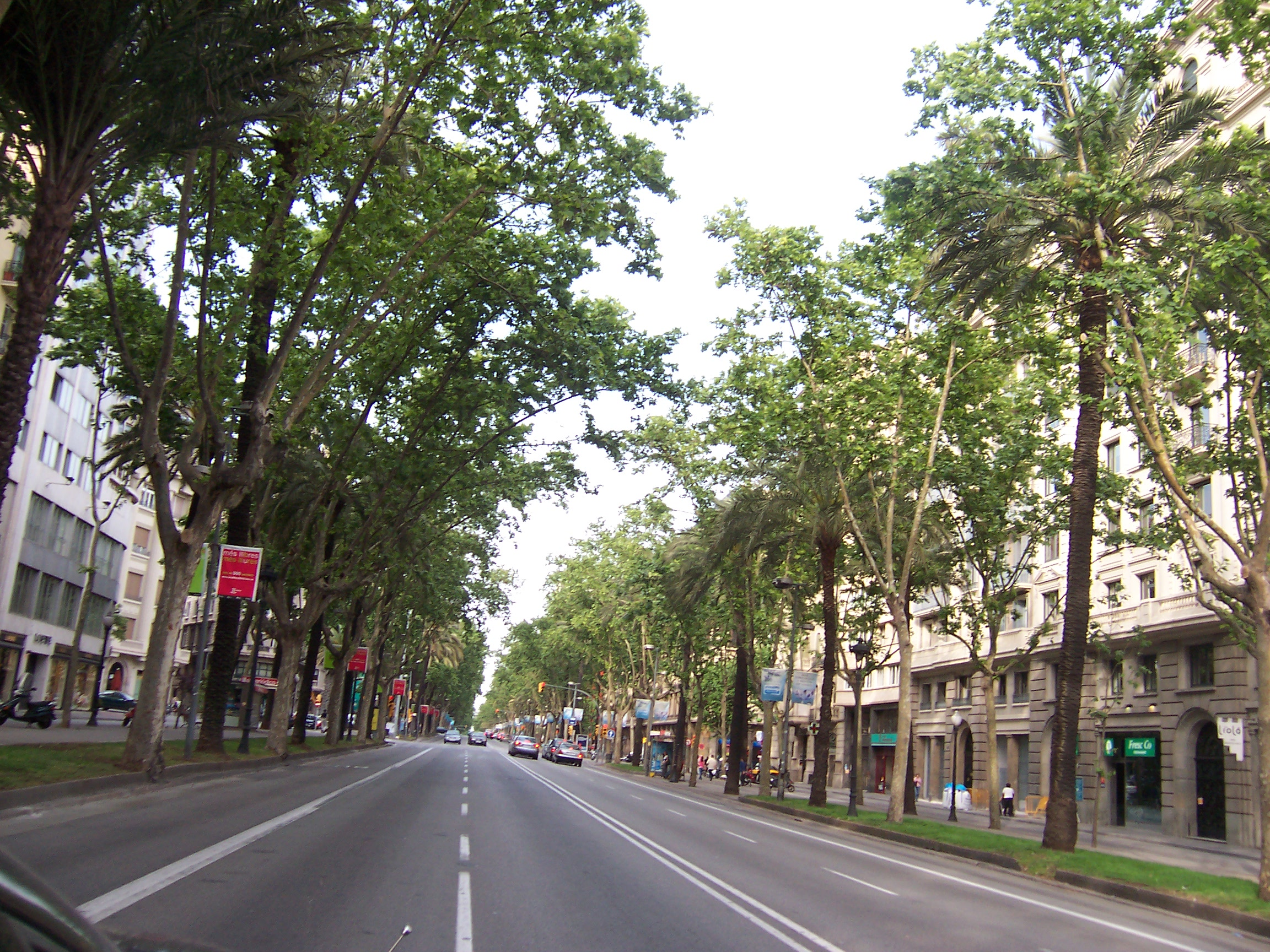
De Diagonal gaat door het hart van het winkelgebied van Barcelona

### Architectuur
- Casa del Baró de Quadras (Museu de la Música) – ontworpen door Josep Puig i Cadafalch (1904-1906)
- Casa Comalat – ontworpen door Salvador Valeri i Pupurull (1906–1911)
- Església del Carme – ontworpen door Josep Domènech i Estapà, Bizantine stijl (1909)
- Casa Serra – ook ontworpen door Josep Puig i Cadafalch, tegenwoordig[(sinds) wanneer?] een school.
- Casa de Terrades, ook wel bekend als de Casa de les Punxes – het breedste gebouw van Eixample, ontworpen door Puig i Cadafalch (1903-1905)
- Palau Pérez Samanillo
- Casa Sayrach – (1918)
- Palau Reial de Pedralbes (1921), gebouwd voor koning Alfons XIII van Spanje en zijn tuinen (1924)
- Torre Glòries (voorheen Torre Agbar) - ontworpen door Jean Nouvel, naast het Plaça de les Glòries Catalanes (2005)

### Winkelcentra
- L'Illa
- El Corte Inglés Avinguda Diagonal
- El Corte Inglés Francesc Macià
- Diagonal Mar
- Glòries
- Pedralbes Centre

### Bioscopen

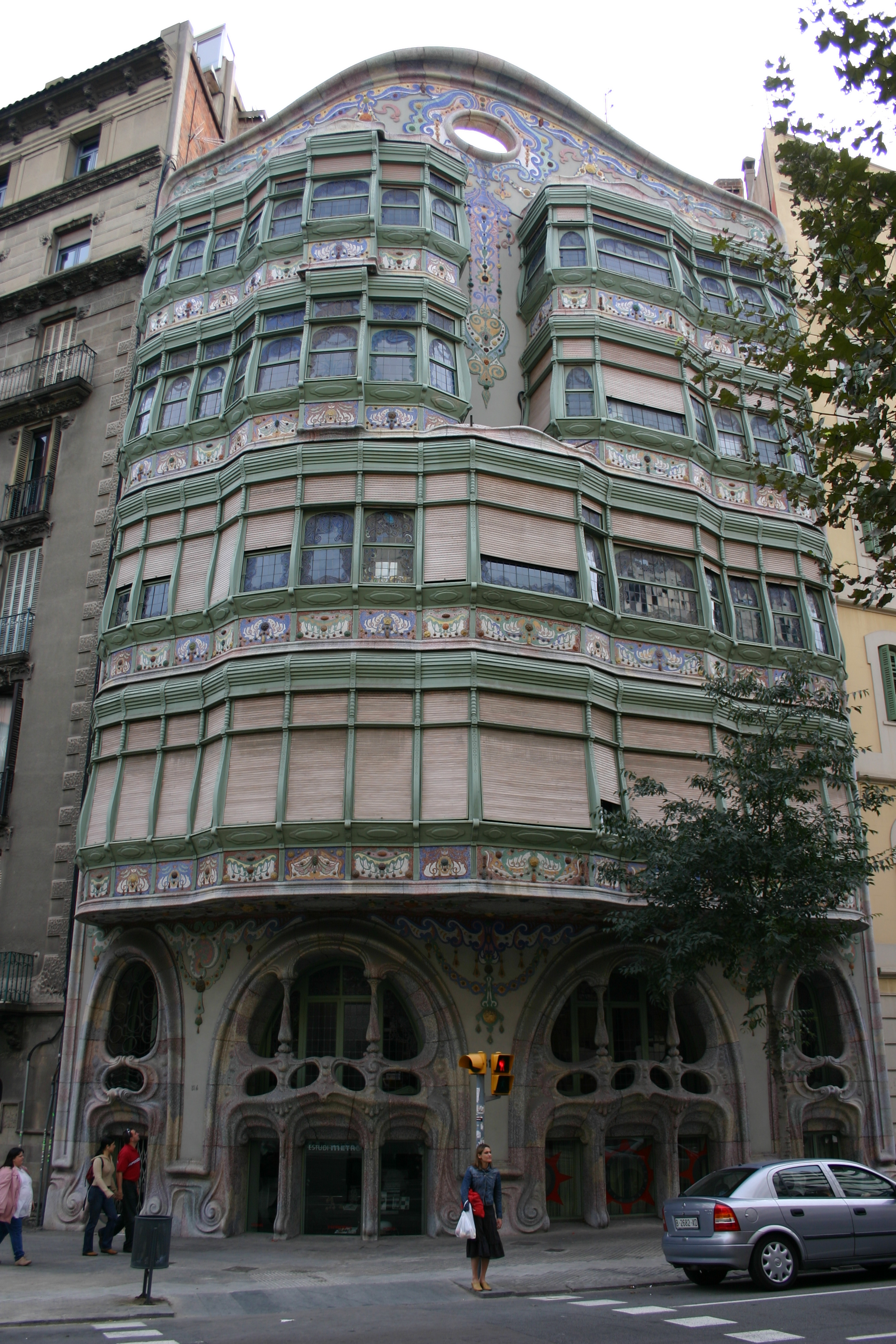
Casa Comalat, van Salvador Valeri i Pupurull

- CINESA Diagonal Mar
- Boliche
- CINESA Diagonal
- Glòries Multicines

## Onderwijs
Avinguda Diagonal is ook het thuis van verschillende scholen, waaronder de Universitat de Barcelona (UB) en de Universitat Politècnica de Catalunya. Deze omgeving staat ook wel bekend als de Zona Universitària.
De volgende UB faculteiten en scholen zijn aan de laan te vinden:
- Biologie (Av. Diagonal, 645)
- Bedrijfskunde (Av. Diagonal, 696)
- Economie (Av. Diagonal, 690)
- Recht (Av. Diagonal, 684)
- Fysica (Av. Diagonal, 647)

## Transport

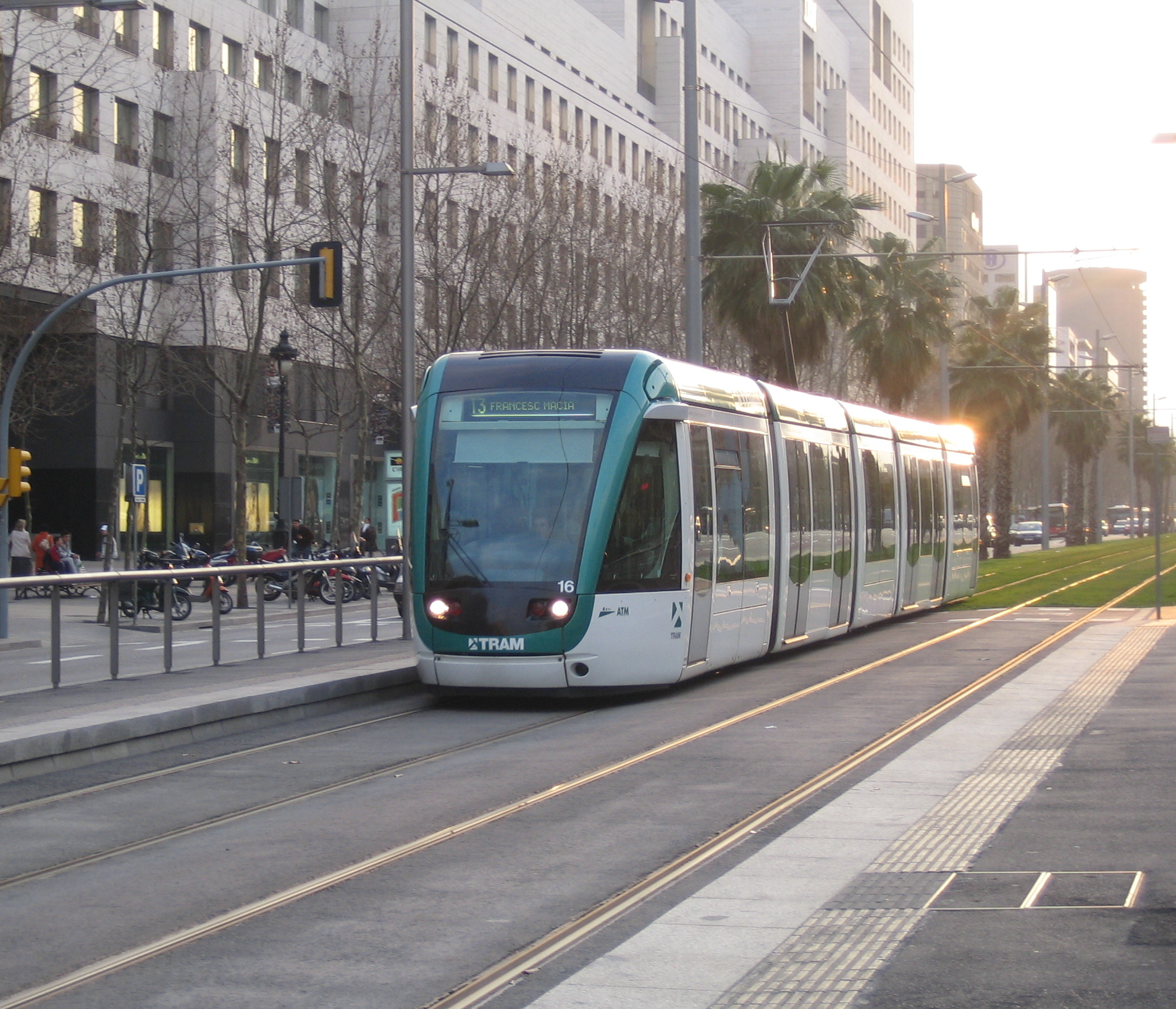
Trambaix tegenover winkelcentrum L'Illa

### Vervoer
Verschillende metrolijnen stoppen op de laan:
- Zona Universitària (L3)
- Palau Reial (L3)
- Maria Cristina (L3)
- Diagonal (L3, L5) – in en rond Passeig de Gràcia
- Provença (L6, L7) – in Carrer Provença, verbonden met Diagonal station
- Verdaguer (L4, L5) – in Plaça Verdaguer
- Glòries (L1) - in Plaça de les Glòries Catalanes
- Selva de Mar (L4).
- El Maresme Fòrum (L4).

### Tram
Trambaix
- Zona Universitària (T1, T2, T3)
- Palau Reial (T1, T2, T3)
- Maria Cristina (T1, T2, T3)
- Numància (T1, T2, T3)
- L'Illa (T1, T2, T3)
- Francesc Macià (T1, T2, T3)

Trambesòs
- Glòries (T4, T5)
- Ca L'Aranyó (T4)
- Pere IV (T4)
- Fluvià (T4)
- Selva de Mar (T4)
- El Maresme (T4)
- Fòrum (T4)